# Aleksander Edward Sułkowski
Aleksander Edward Sułkowski herbu Sulima (ur. 6 grudnia 1856 w New Bremen, zm. 2 września 1929 w Bielsku) – VIII książę bielski (VIII Herzog von Bielitz Fürst des Heiligen Römischen Reiches, Herr auf Toót-Soók, Ungarn) z magnackiego rodu Sułkowskich, syn Ludwika Jana Nepomucena Sułkowskiego i Marii Gemperle – córki szwajcarskich mieszczan i kupców z Rorschach. Uchodził za habsburskiego lojalistę, żywo oddanego sprawom Habsburgów. Negatywnie reagował na wszelkie przejawy nacjonalizmów, które pojawiły się na początku XX w. na ziemiach czeskich i węgierskich.

## Życiorys

### Służba wojskowa
Kształcił się w Szkole Kadetów Kawalerii w Mährisch Weißkirchen. Dnia 1 listopada 1875 mianowany został kadetem w 8. Czeskim Pułku Dragonów „Carl Prinz von Preußen”, stojącym garnizonem w Sankt Georgen i Bratysławie, z kadrą zapasową w Pradze. Awansowany na podporucznika 1 listopada 1876, w następnym roku przeniesiony został do 6. Pułku Huzarów. Stopień porucznika uzyskał 1 maja 1881, rotmistrza drugiej klasy 1 maja 1889. Podczas pobytu w armii stacjonował także w południowych Węgrzech i w Sopronie. Urlopowany w 1891, przeszedł w stan spoczynku w 1894. W chwili wybuchu I wojny światowej miał 58 lat i z uwagi na wiek nie został zmobilizowany. Był odznaczony austriackimi zaszczytami: brązowym medalem jubileuszowym dla sił zbrojnych (Bronzene Jubiläumserinnerungsmedaille für die bewaffnete Macht, 1899) oraz wojskowym krzyżem jubileuszowym (Militär-Jubiläumskreuz, 1908).

### Życie prywatne

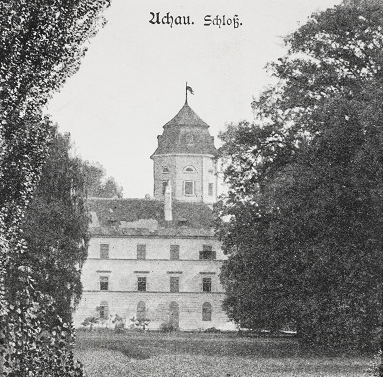
Zamek w Achau

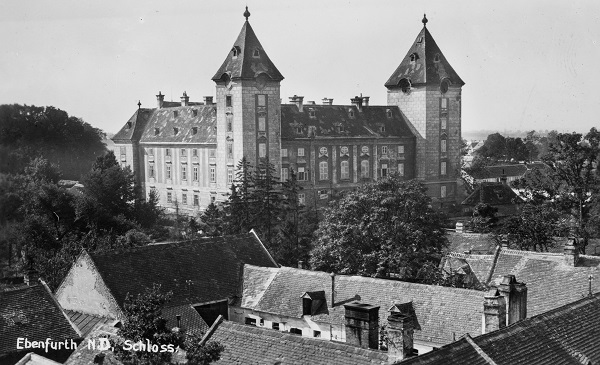
Zamek w Ebenfurth

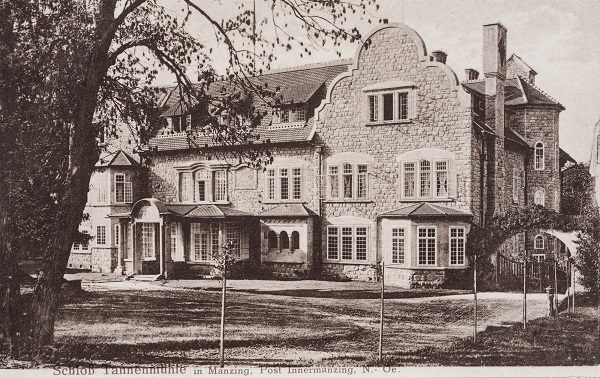
Zamek w Tannenmühle

Dnia 18 maja 1890 poślubił baronównę Marię Teresę Moser von Ebreichsdorf (1872–1940), pochodzącą ze starej, zamożnej rodziny z Dolnej Austrii. Jej rodzicami byli Karol Moser von Ebreichsdorf i Priska, urodzona Gorup de Besanez, właściciele dóbr i zamków Ebenfurth i Achau. Ród Gorup de Besanez pochodził z Grazu i posiadał swoje dobra na terenach obecnej Chorwacji, natomiast rodzinę Moserów von Ebreichsdorf łączyły związki familijne z Suttnerami, również władającymi zamkami w Ebenfurth i Achau. Przez koligacje z rodzinami Moserów i Suttnerów, ciotką potomków Aleksandra Edwarda była Bertha von Suttner z domu hrabianka Kinsky von Wchinitz und Tettau (1843–1914), austriacka pisarka i dziennikarka, czołowa działaczka ruchów pacyfistycznych, współpracownica Alfreda Nobla i pierwsza kobieta – laureatka Pokojowej Nagrody Nobla.
Książę i jego małżonka wychowali sześcioro potomstwa:
- Wanda Maria Luiza Sułkowska, ur. 17 stycznia 1892 na zamku w Achau. Wandę poślubił na bielskim zamku 1 października 1921 Otto Aufschnaiter von Huebenburg (1898-1941), porucznik austriackich dragonów w rezerwie, właściciel sanatorium Guttenbrunn w Baden koło Wiednia. Wanda zmarła 1 października 1948 w tyrolskim Bolzano. Małżeństwo nie pozostawiło potomków.
- Aleksander Maria Karol Ludwik Sułkowski, ur. 15 lutego 1893 na zamku w Ebenfurth. W 1919 zawarł związek małżeński z hrabianką Feodorą Hardegg auf Glatz und im Machlande w zamku Seefeld w Dolnej Austrii, z którą rozwiódł się w 1935. Mieli córkę Aleksandrę (Olesię). W 1936 poślubił Annę z domu Mallinger, córkę przedsiębiorcy – właściciela sieci młynów w Leoben. Książę zmarł w 1956 w Leoben, gdzie spoczął w grobowcu rodzinnym żony. Z tego związku urodziła się dwójka dzieci: Jadwiga (Heidi), ur. 27 lutego 1938 w Wiedniu, Alexander Josef, ur. 23 marca 1940 w Wiedniu.
- Maria Teresa (Deisy) Sułkowska, ur. 29 lipca 1894 na zamku w Achau. 3 czerwca 1914 poślubiła na zamku w Ebenfurth barona Karla Gundaccara von Suttnera (1880–1952), rotmistrza 4. Regimentu Dragonów „Kaiser Ferdinand”. Zmarła 27 kwietnia 1960 i pochowana została na cmentarzu w Achau. Małżeństwo pozostawiło czworo potomków, w tym trzech synów.
- Maria Carola (Carry) Sułkowska, ur. 24 grudnia 1895 na zamku w Achau. Nie wyszła za mąż, żyła w Wiedniu, gdzie zmarła.
- Roman Edgar Sułkowski, ur. 18 czerwca 1897 na zamku w Tannenmühle. W 1920 poślubił w Wiedniu Marię Wilhelminę Hardegg auf Glatz und im Machlande, siostrę szwagierki. Rozwiedli się w 1925. W 1928 zawarł nowy związek z Bertą Neuhauser. Zmarł w 1940 w Wiedniu. Pochowany został na cmentarzu Hietzing. Miał jedno dziecko z pierwszego małżeństwa, córkę Romanę, która poślubiła w Wiedniu Roberta Karla Herziga, doktora filozofii.
- Maria Prisca (Pussy) Sułkowska, ur. 13 września 1902 na zamku w Achau. 25 listopada 1930 poślubiła w Wiedniu Pawła Mencla, właściciela majątku Medynia w dawnym województwie stanisławowskim, porucznika rezerwy 2. Pułku Szwoleżerów Rokitniańskich. Małżeństwo pozostawiło syna i córkę.

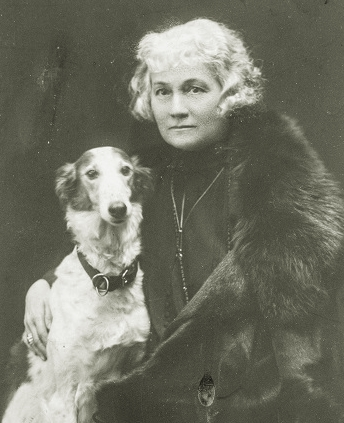
Maria Teresa Moser von Ebreichsdorf księżna Sułkowska
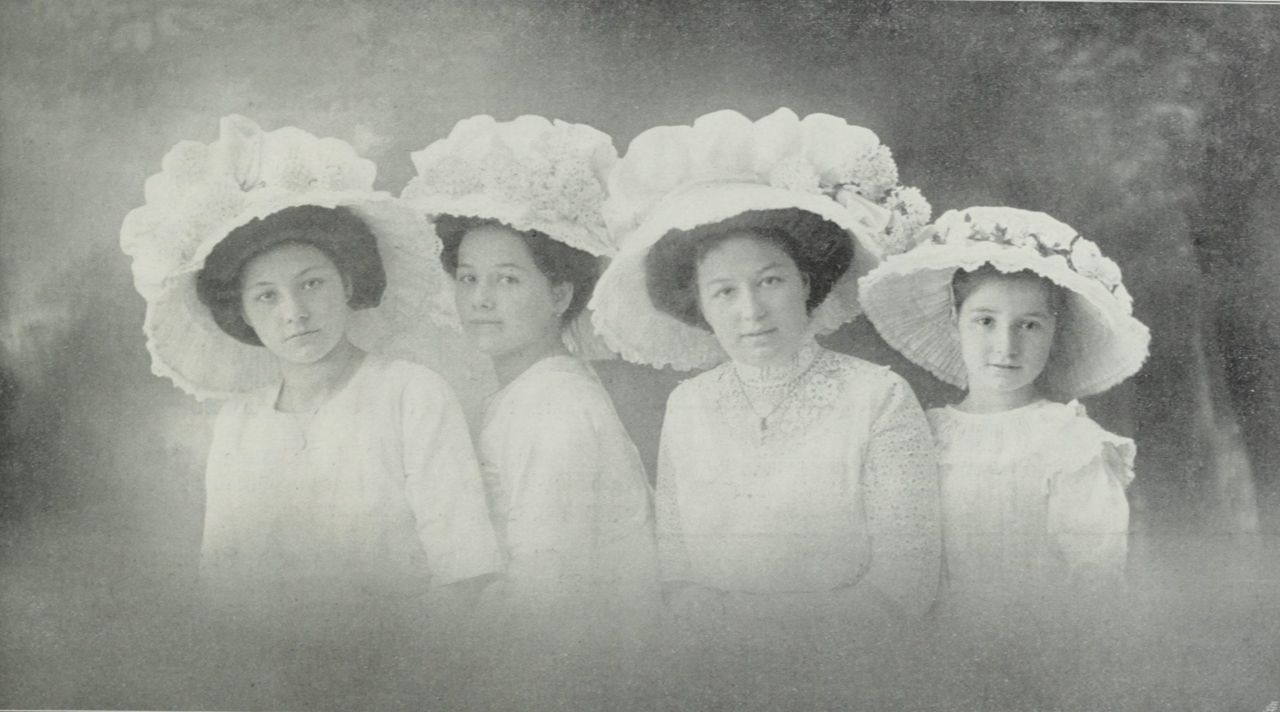
Siostry Wanda, Maria Teresa, Maria Carola i Maria Prisca Sułkowskie
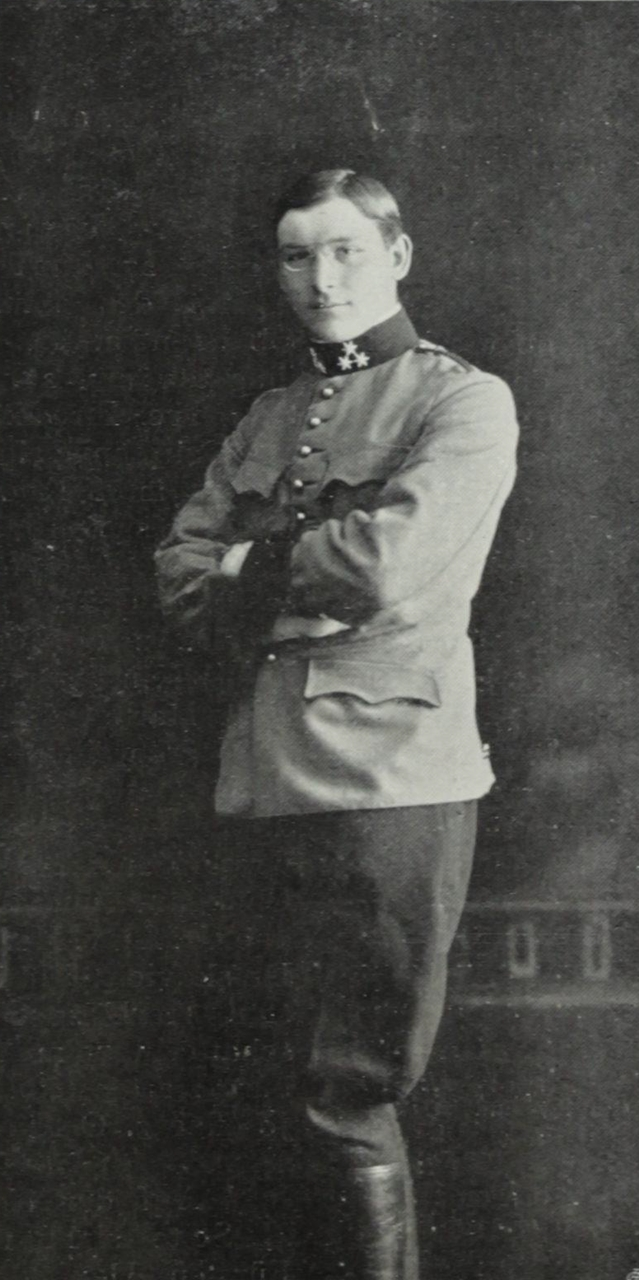
Aleksander Karol Ludwik Sułkowski w mundurze austriackich ułanów
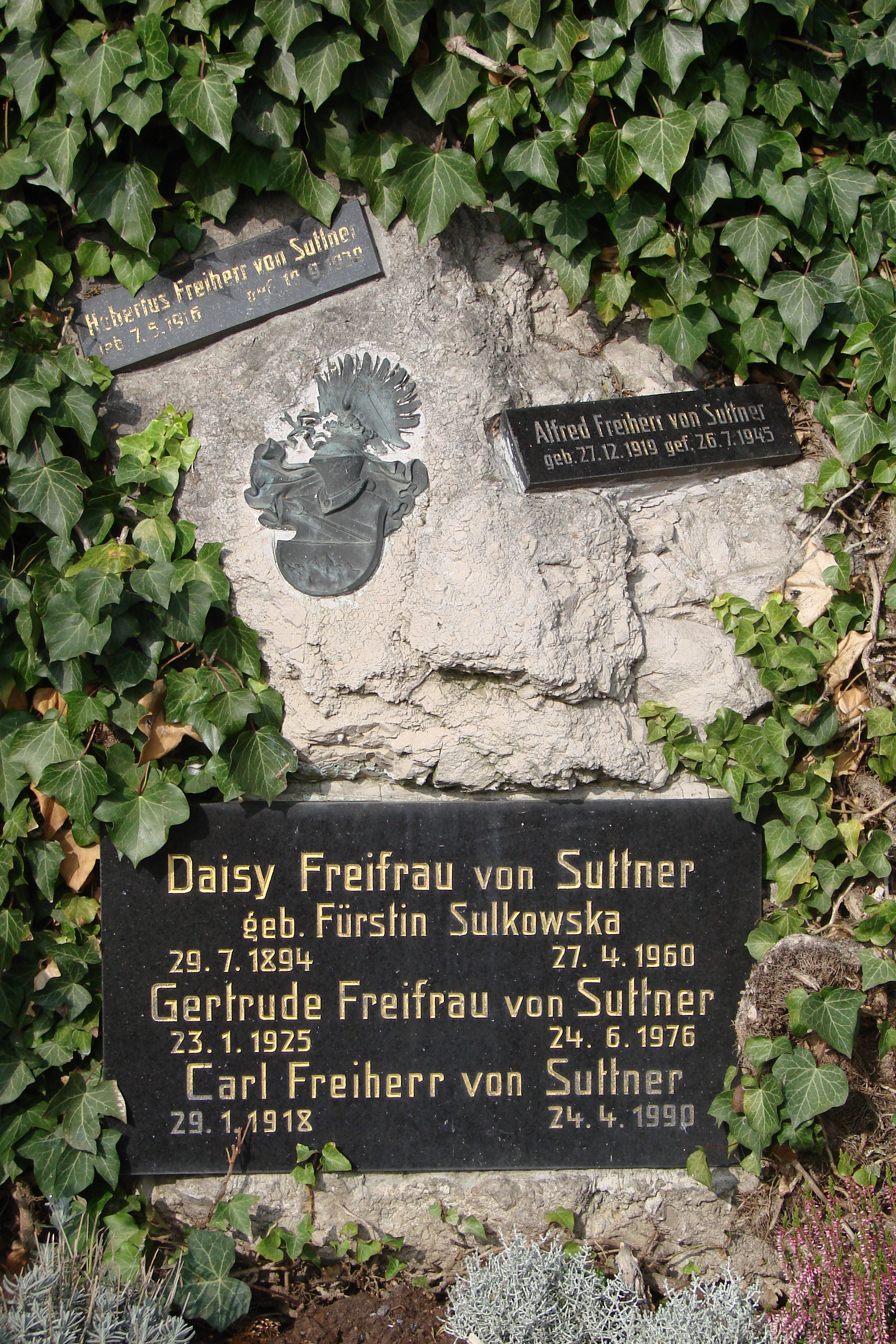
Grób Marii Teresy (Daisy) Suttner z domu Sułkowskiej w Achau
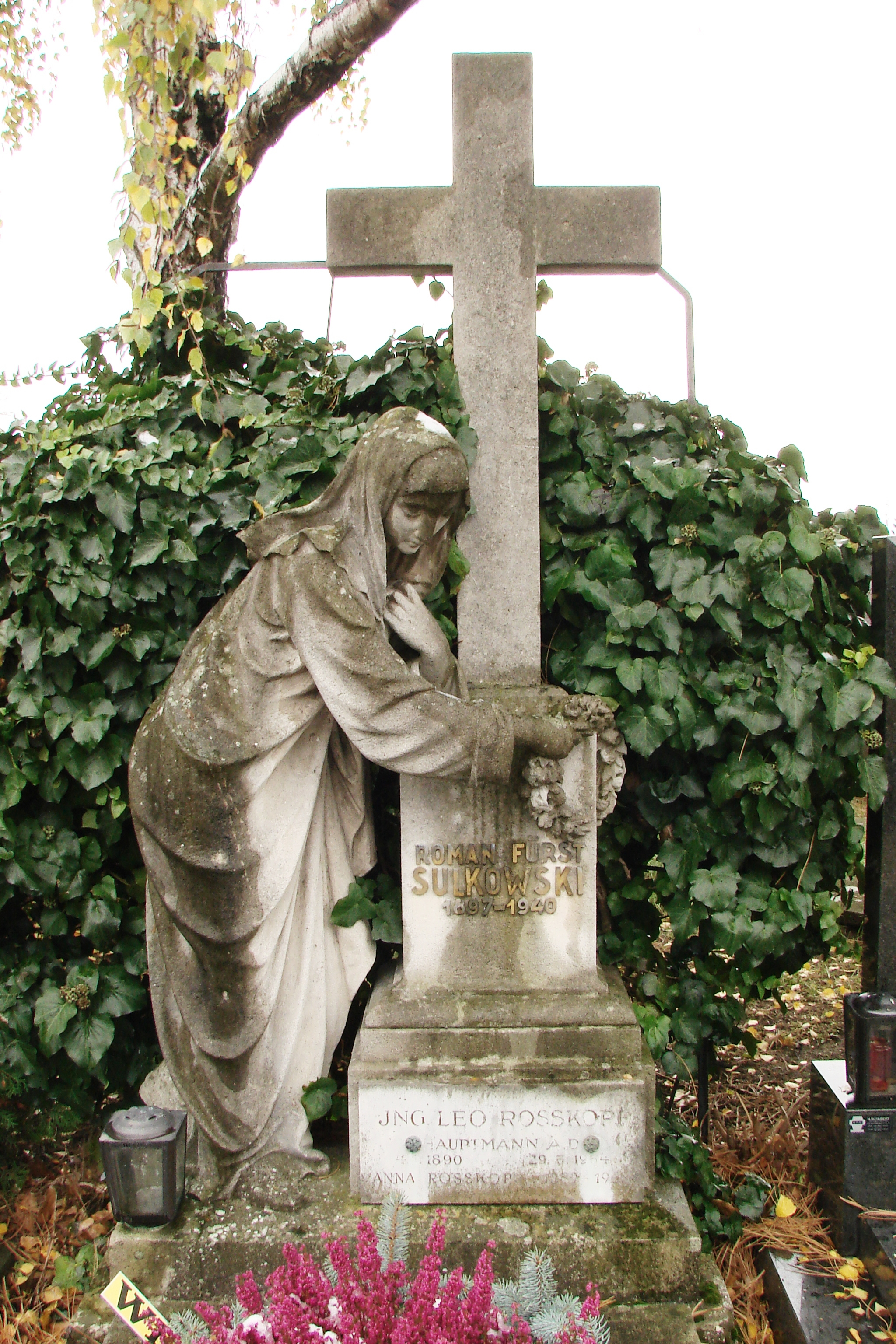
Grób Romana Sułkowskiego na wiedeńskim cmentarzu Hietzing

### Od ziemianina do księcia bielskiego

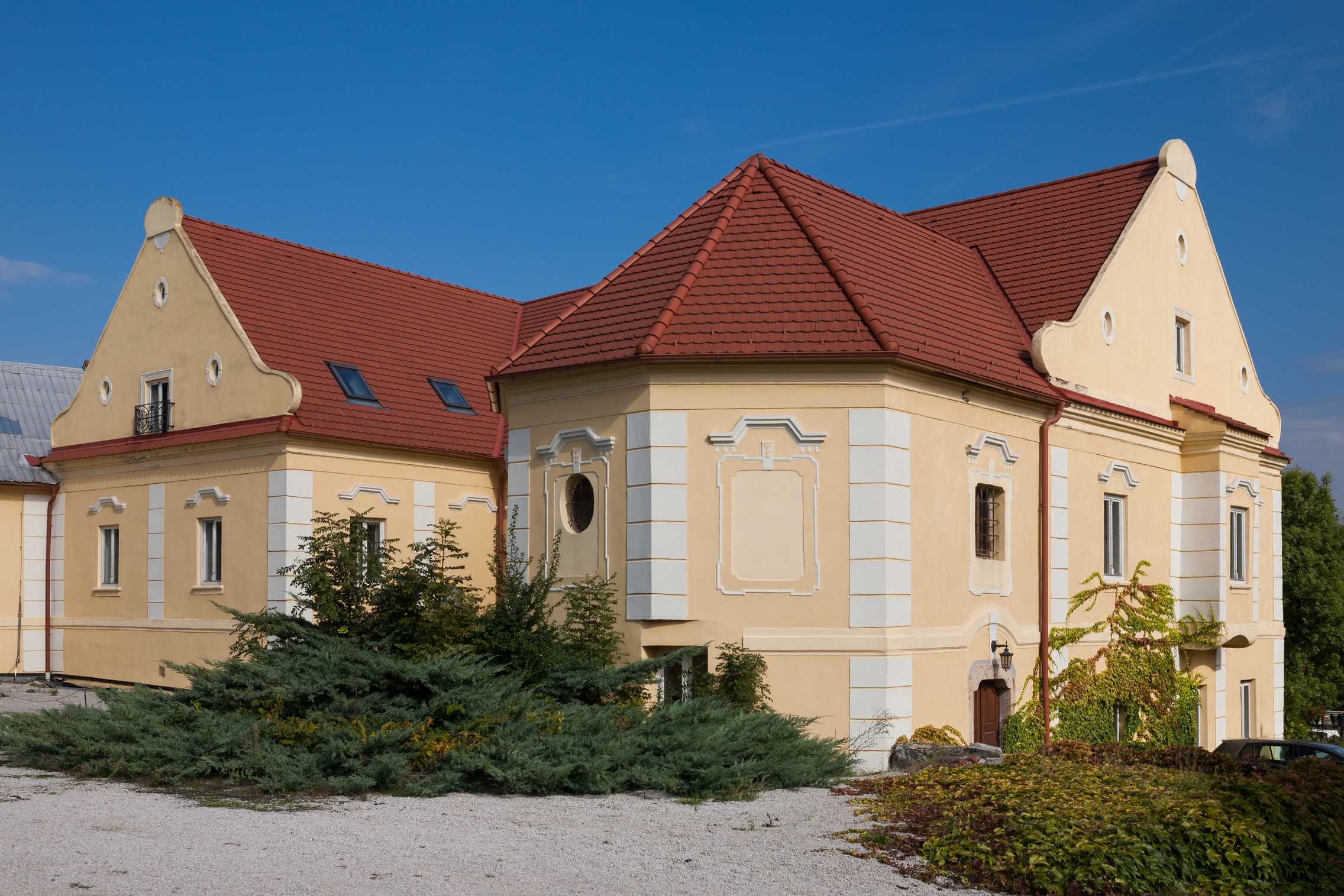
Zamek w Toót-Soók (Šalgovcach)

Kiedy Aleksander Edward wchodził w związek małżeński z Marią Teresą perspektywa przejęcia bielskiego fideikomisu była bardzo odległa. Jego powiernikiem był wówczas przyrodni brat Józef Maria Ludwik Sułkowski – VII książę bielski, a pierwszym pretendentem do przejęcia tytularnego majątku był wówczas starszy brat Alfred Sułkowski (ur. 1855). W związku z tym książę, po wystąpieniu z wojska, nabył majątek z zamkiem w Toót-Soók (Tótsók na terenie Górnych Węgier, obecnie Šalgovce w kraju nitrzańskim na Słowacji). Administrował też przez jakiś czas nabytą przez żonę posiadłością z zamkiem Tannenmühle – na zachód od Wiednia. Niezwykle cenił sobie spędzanie wolnego czasu na prowincji, gdzie mógł oddawać się polowaniom, jeździe konnej, leśnictwu i rolnictwu. Po 1913, kiedy zmarł Alfred, zrezygnował z majątku Toót-Soók i przejął obowiązek kuratora ubezwłasnowolnionego Józefa Marii. Innym z powodów takiego działania były narastające niepokoje nacjonalistyczne na Węgrzech. Wówczas kilkukrotnie zmieniał miejsce zamieszkania, przeniósł się do Hietzing pod Wiedniem, a następnie do Hinterbrühl w dzielnicy Mödling, aby na kilka lat osiąść z rodziną w kurorcie Baden pod Wiedniem, w willi przy Trostgasse (obecnie Hotel Caruso). W 1919 przeprowadził się na bielski zamek. W 1920, po śmierci Józefa Marii, przejął zarząd nad fideikomisem i został VIII księciem bielskim. Z trudem przychodziło mu gospodarowanie majątkiem w nowych realiach politycznych II Rzeczypospolitej. Skuteczną pomocą służył mu najstarszy syn Aleksander Ludwik, jego następca. Zmarł 2 września 1929 na bielskim zamku i został pochowany w kaplicy rodowej św. Anny.